# Contea di Calvert
La contea di Calvert, in inglese Calvert County, è una contea dello Stato del Maryland, negli Stati Uniti. La popolazione al censimento del 2000 era di 74 563 abitanti. Il capoluogo di contea è Prince Frederick.

## Geografia
La contea è costituita prevalentemente dalla penisola di Calvert tra il fiume Patuxent a ovest e la baia di Chesapeake a est. La costa è dominata da scogliere e foreste, mentre il terreno digrada dolcemente verso il fiume. Include, inoltre, cinque isole: Solomons Island, Broomes Island, Buzzard Island, Hog Island, e Molly's Leg.

### Contee confinanti
- Contea di Anne Arundel - nord
- Contea di Talbot - nord-est
- Contea di Dorchester - est
- Contea di St. Mary - sud
- Contea di Charles - ovest
- Contea di Prince George - nord-ovest

## Storia
I nativi che vivevano nella regione erano i Piscataway. La contea fu istituita nel 1654 e deve il suo nome a Cecilius Calvert. I primi coloni furono inglesi, seguiti da puritani, ugonotti, quaccheri e scozzesi. Il primo capoluogo fu Calvertown e nel 1722 venne spostato a Prince Frederick.

## Comuni

### Towns
- Chesapeake Beach
- North Beach

### Census-designated places
- Broomes Island
- Calvert Beach
- Chesapeake Ranch Estates
- Drum Point
- Dunkirk
- Huntingtown
- Long Beach
- Lusby
- Owings
- Prince Frederick (capoluogo)
- St. Leonard
- Solomons